# Linus Andersson (ishockeyspelare)
Linus Andersson, född 30 april 1999 i Arvidsjaur, är en svensk professionell ishockeyspelare (forward) som spelar för KooKoo i FM-ligan i ishockey.